# ヒジン (歌手)
ヒジン（朝: 희진、英: Heejin、2000年10月19日 - ）は韓国の女性歌手。韓国のガールズグループ「ARTMS」のメンバーで、「今月の少女」及び、同グループ内のユニット「今月の少女 1/3」の元メンバー。MODHAUS所属。本名はチョン・ヒジン（朝: 전희진、漢: 田姬振）。

## 来歴

### デビュー前
2000年10月19日、韓国の大田広域市で生まれ、9歳の頃に忠清南道の論山市に引っ越す。11歳〜14歳まで仁川広域市で過ごし、その後ブラジルで一時期過ごす。14〜16歳まで再び論山市に移り住む。
幼い頃からダンスを好み、本格的に歌手を夢見て論山市から大邱のダンススクールに通う。現在の事務所に所属するまで芸能事務所のオーディションを何回か受けたものの、その度に落ちていた為、父から止められたところ、現在の事務所の親会社であるPolarisエンターテインメントからキャスティングを受ける。

### 2016年-2023年: 今月の少女として
一年半の練習生生活を経て、2016年9月26日に一番目の少女としてビジュアルが公開され、10月5日にシングル『Heejin』でソロデビュー。
2017年から2018年にかけて行われたYGエンターテインメント主催のオーディション番組「MIXNINE」に二番目に公開されたメンバーのヒョンジンの2人で出演。ヒジンの最終順位は4位でデビュー圏内だったものの、男子チームが勝利して男子チームのデビューが決定したことによってデビューが叶わなかった。
2017年3月13日、『今月の少女 1/3』のメンバーとしてミニ・アルバム『Love & Live』でユニットデビューし、2018年8月20日、『今月の少女』のメンバーとして完全体デビュー。
2019年1月7日、漢城女子高校をヒョンジンと共に卒業。
2022年3月1日、他のメンバーらと共に新型コロナウイルスに感染。それに伴い、今月の少女として出演する予定であったQUEENDOM 2の一次競演の収録に参加せず、棄権することとなった。
2023年1月14日、昨年に提訴した所属事務所間との専属契約効力停止仮処分申請を求む裁判で勝訴。Blockberry Creativeとの契約を終了した。

### 2023年- :ブロックベリークリエイティブとの契約終了後
3月17日、本名の「チョン・ヒジン」名義でMODHAUSと専属契約を締結。
10月31日、7年ぶりとなるソロのアルバム『K』をリリース。

## 人物
身長は161.2cm。本貫は潭陽 田氏。象徴物はピンク、ウサギ、パリ、オキザリス。愛称はウサギに似ている為「ヒッキ」と呼ばれている。
一時期住んでいたブラジルにはずっと住む予定であったが、事情が生じた為韓国へまた移り住むことになった。
大手バイオ関連の会社の研究所に勤めている一番上の姉田允京はスポーツ選手を志望していた事があり、大学でバイオを専攻していた二番目の姉田移京はアイドルを志望していた。
大好きな人形を毎日触る癖がある。
ビーガン食を好んで食べ、ビーガンに関心がある。

## ディスコグラフィー

### 単独作品
| No. | タイトル                 | 収録曲                                                                     |
| --- | ------------------------ | -------------------------------------------------------------------------- |
| -   | Heejin （2016年10月5日） | 1. ViViD 2. ViViD (Acoustic Mix)                                           |
| 1st | K （2023年10月31日）     | 1. 개화 2. Algorithm 3. Sad Girls Club 4. Video Game 5. Nokia 6. Addiction |

### 参加作品
| リリース年 | 収録アルバム                               | 参加楽曲                              | 備考                                |
| ---------- | ------------------------------------------ | ------------------------------------- | ----------------------------------- |
| 2016年     | Hyunjin                                    | I‘ll Be There                         |                                     |
| 2016年     | Haseul                                     | The Carol                             |                                     |
| 2017年     | Yeojin                                     | My Sunday                             |                                     |
| 2017年     | Love & Live                                | 全曲                                  | - 所属ユニットである1/3名義での参加 |
| 2017年     | Love & Evil                                | 全曲                                  | - 所属ユニットである1/3名義での参加 |
| 2017年     | MIXNINE Part.1                             | 全曲                                  |                                     |
| 2017年     | MIXNINE Part.3                             | Just Dance (女子チーム Ver.)          |                                     |
| 2018年     | MIXNINE Part.4                             | 이 밤이 지나면 (この夜が過ぎ去ったら) |                                     |
| 2018年     | MIXNINE Part.6                             | 놀러와 (遊びに来て)                   |                                     |
| 2018年     | Olivia Hye                                 | Rosy (Feat.Heejin)                    |                                     |
| 2021年     | MAXIS BY RYAN JHUN PT. 2                   | Not Friends                           |                                     |
| 2021年     | Not Friends Special Edition                | 全曲                                  |                                     |
| 2022年     | <トレイサー> OST Part.4                    | Masquerade                            |                                     |
| 2022年     | Queendom 2 ポジション ユニット 対決 Pt.1-2 | 탐이 나 (欲しい)                      |                                     |
| 2022年     | Honestly                                   | Honestly                              |                                     |

## ソロシングル
Heejin (ヒジン)は、今月の少女プロジェクトで最初に発表された一番目の少女であるヒジンのソロシングル。2016年10月5日にBlockberry Creativeからリリースされ、Danalエンターテインメントから発売された。
本アルバムのジャケットや予告映像等はフランスのパリで撮影されており、アルバムの形態はニ形態存在する。

### 収録曲
1. ViViD
作詞：ジドゥロ (GDLO), パク・ジヨン (MonoTree)
作曲：G-High (MonoTree) チェ・ヨンギョン (MonoTree)
編曲：G-High (MonoTree)
2. ViViD (Acoustic Mix)
作詞：ジドゥロ (GDLO), パク・ジヨン (MonoTree)
作曲：G-High (MonoTree) チェ・ヨンギョン (MonoTree)
編曲：G-High (MonoTree)

### 楽曲解説
ViViD
カラフルな感じのLo-Fi Trackでヒジンのキャラクターを鮮明に表した楽曲。いつもの様なありふれて色のなかった日常が好きな人と出会ったことによって、心の中がビビッドな色に染まっていくという意味が込められている。

## 出演
※単独活動のみ記載

### テレビ番組
| 放送年 | 放送局 | 番組タイトル                  | 備考 |
| ------ | ------ | ----------------------------- | ---- |
| 2019   | MBC    | ミステリー音楽ショー 覆面歌王 |      |

### 広告
| 放送年 | 企業            | 商品名           | 備考   |
| ------ | --------------- | ---------------- | ------ |
| 2017   | Amore Pacific   | HANYUL           | [ 22 ] |
| 2018   | LG              | LG電子           | [ 23 ] |
| 2018   | LEVELS          | スナックワールド | [ 24 ] |
| 2018   | Avajar          | -                | [ 25 ] |
| 2019   | LOTTE HIGH MART | -                | [ 26 ] |
| 2020   | beiersdorf      | Nivea            | [ 27 ] |